# James Buchanan Brady
James Buchanan „Diamond Jim“ Brady (* 12. August 1856 in New York City; † 13. April 1917 in Atlantic City, New Jersey) war ein US-amerikanischer Wirtschaftsmanager, Unternehmer und Self-made-Millionär, der wegen seines Hangs zur Extravaganz „Diamond Jim“ genannt wurde und eine fast 40-jährige Liebesaffäre zur Schauspielerin und Sängerin Lillian Russell hatte.

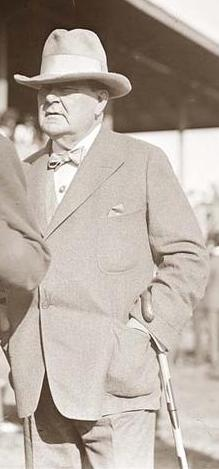
Brady (um 1900)

## Leben

### Aufstieg zum Multimillionär
Brady, ein Sohn einfacher Saloon-Besitzer, war bereits als Junge als Page bei der New York Central Railroad tätig und lernte dort den Besitzer der Eisenbahn-Gesellschaft, Cornelius Vanderbilt, kennen, der ihn kurz vor seinem Tode 1877 zu seinem Assistenten ernannte. Danach war er Mitarbeiter im Management von Manning, Maxwell and Moore in Stratford, einem Unternehmen für Eisenbahn- und Industriematerial, und sorgte dort durch geschickte Geschäfte für eine Verdoppelung des Firmenumsatzes.
Durch seine anschließende Tätigkeit als Generaldirektor der Fox Solid Pressed Steel Company kam er zu erstem Wohlstand. Sein Vermögen vergrößerte er, indem er unter anderem Zubehör und Ersatzteile an die wachsenden Eisenbahngesellschaften von Jay Gould, Edward Henry Harriman, J. P. Morgan und Leland Stanford verkaufte. Daneben tätigte er erfolgreiche Investment-Geschäfte an der New York Stock Exchange (Wall Street) und verfügte zu Beginn des 20. Jahrhunderts über ein Vermögen von 15 Millionen US-Dollar.
Er gründete 1902 die Standard Steel Car Company, deren Vizepräsident er bis zu seinem Tode 1917 war. Daneben war er Präsident der Independent Pneumatic Tool Company, Direktor der United Injector Company und der Consolidated Safety Valve Company sowie Vizepräsident der Waggonfabriken Keith Car & Manufacturing Company und Osgood Bradley Car Company.
Brady glaubte, dass er seinen Erfolg auch zeigen müsse, und trug die teuersten Anzüge sowie eine Sammlung von kostspieligem Schmuck, was zu seinem Spitznamen „Diamond Jim“ führte. Daneben war er ständiger Gast an den Poker- und Baccara-Spieltischen im Waldorf-Astoria. Nach ihm ist das Annual Diamond Jim Brady benannt, ein jährlich stattfindendes Pokerevent.
Außerdem war er regelmäßiger Besucher der Vergnügungslokale und Nachtklubs des Broadway und dort als Tänzer und großzügiger Trinkgeldgeber bekannt. Zu seinen Extravaganzen gehörte eine mit Juwelen versehene Uhr im Wert von 9000 US-Dollar, ein mit Diamanten versehener Regenschirm und eine mit Diamanten ausgestattete Brille für seinen Hund im Wert von 8500 US-Dollar.
Außerdem war er berühmt als Gourmet, mehr aber als Gourmand, der oftmals aufwendige, dutzendgängige Menüs bestellte. Brady, der niemals Alkohol trank und nie verheiratet war, pflegte eine fast vierzigjährige romantische Liebesbeziehung zur Schauspielerin und Sängerin Lilian Russell.

### Verfilmung seines Lebens und Todesumstände
1935 entstand der lose auf Bradys Leben basierende Kinofilm Diamanten-Jim mit Edward Arnold in der Titelrolle. Darin wird Brady durch seinen Arzt gesagt, dass er sterben werde, falls er nicht Diät halte. Brady beschließt jedoch, dass ein Leben ohne Völlerei nicht lebenswert sei, und setzt sich, um sich bei einem großen Fest zu Tode zu essen. Edward Arnold spielte Brady nochmals im Jahre 1940 in der Filmbiografie Lillian Russell.
Der wahre Brady starb jedoch an einem Herzinfarkt, litt aber auch an der Bright-Krankheit, koronaren Herzkrankheiten, Diabetes mellitus, Gallensteinen, arterieller Hypertonie, Entzündungen der Prostata sowie hartnäckigen, wiederkehrenden Harnwegsinfekten. Wegen der Harnwegsinfekte wurde er am Hospital der Johns Hopkins University behandelt, hinterließ der Universität einen Teil seines Vermögens und ist Namensgeber des dortigen Brady Urological Institute.